# ウエスト・ヴィレッジ
ウエスト・ヴィレッジ（West Village）は、ニューヨーク市ロウアー・マンハッタンにあり、グリニッジ・ヴィレッジ地区に含まれる。西をハドソン川、北を14番街に囲まれており、東の境界の定義についてはグリニッジ・ストリート、7番街、6番街など様々である。南の境界については、ハウストン・ストリートあるいはクリストファー・ストリートのどちらかとなる。
ウエスト・ヴィレッジは、マンハッタン・コミュニティ・ボード2（Manhattan Community Board 2）の一部であり、ニューヨーク市警察第6分署の管轄である。ウエスト・ヴィレッジの住宅不動産販売価格はアメリカ合衆国内でも高額な部類で、2023年10月時点で1平方メートルあたり24,000ドル（1平方フィートあたり2,300ドル）を超えている。

## 歴史
「ウエスト・ヴィレッジ」という名称は、1950年代から1960年代にかけて、地域の保存活動が成功した中で誕生した。
この地区は、自由奔放な生活を追求する人々「ボヘミアン（Bohemian）」によるコミュニティが発達し、芸術的かつ進歩的な住民と、彼らが広めた多様性のある文化により、政治的にも芸術的にも、新しい運動やアイデアの中心地となった。これにより19世紀から20世紀にかけて、小規模印刷会社、アートギャラリー、実験劇場などで栄えた。
1916年、この地域は「リトル・ボヘミア（Little Bohemia）」と呼ばれるようになり、芸術活動と住居を一体化したウエストベス・アーティスツ・コミュニティや、ギャラリーとコンドミニアムからなるパラッツォ・チュピ（Palazzo Chupi）などがその象徴となった。
1924年、チェリー・レーン・シアター（Cherry Lane Theatre）がコマース・ストリート38番地に誕生。ニューヨーク市で現在も運営されている最古のオフ・ブロードウェイ劇場であり、グリニッジ・ヴィレッジのランドマークとなっている。1817年に農場のサイロとして建てられ、タバコ倉庫や箱工場として使われていたが、エドナ・ミレイとプロビンスタウン・プレイヤーズ（Provincetown Players）のメンバーらが劇場に改築した。1940年代には、実験演劇グループであるリビング・シアター（The Living Theatre）が生まれ、不条理演劇や小劇場活動が根付き、意欲的な劇作家などが作品を発表できる場所となった。
1938年、バーニー・ジョセフソン（Barney Josephson）によってシェリダン・スクエア1番地に、アメリカ合衆国として初めての人種混合ナイトクラブ「カフェ・ソサエティ（Café Society）」がオープンした。多くのアフリカ系アメリカ人ミュージシャンが演奏を披露した。著名な出演者は、パール・ベイリー、カウント・ベイシー、ナット・キング・コール、ジョン・コルトレーン、マイルス・デイヴィス、エラ・フィッツジェラルド、コールマン・ホーキンス、ビリー・ホリデイ、レナ・ホーン、バール・アイヴス、レッドベリー、アニタ・オデイ、チャーリー・パーカー、ポール・ロブソン、アート・テイタム、サラ・ヴォーン、ダイナ・ワシントン、テディ・ウィルソン、レスター・ヤングなど多数。
1950年代、当時のニューヨーク市長ロバート・ワグナー（Robert F. Wagner Jr.）による再開発計画が発表され、クリストファー・ストリートから北側、ウェスト・ストリート沿いの12ブロックを取り壊すなどの内容が明らかになった。これに対し、ジェイン・ジェイコブズ（Jane Jacobs）は1961年に著書『アメリカ大都市の死と生』（The death and life of great American cities）で批判し、多くの反響を得て、市長の再開発計画は阻止された。再開発の議論となったグリニッジ・ヴィレッジ内の西側地域は、ワシントン・スクエア公園とニューヨーク大学を囲む7番街の東地域と区別するために、新たな呼称「ウエスト・ヴィレッジ」と呼ばれるようになった。
1969年6月28日、クリストファー・ストリート53番地と51番地で隣合った建物をつなげて1つの店舗として営業していた人気のゲイバー「ストーンウォール・イン」へ、警察による強制捜査と逮捕・連行が行われ（身分証明書とは異なる性別の姿で公の場にいることが違法とされていた）、これに対してバーにいた大勢の客や店外の群衆が激しく抵抗。「ストーンウォールの反乱」と呼ばれる事件が起きた。これをきっかけに同性愛者解放運動が広まり、さまざまなLGBT組織が各地に誕生した。また、アメリカ合衆国におけるLGBTへの政策が大きく転換していった。
事件後1周年には、クリストファー・ストリート解放デー委員会（The Christopher Street Liberation Day Committee）が、同性愛者のプライド「ゲイ・プライド」を祝うためのパレードを、店の前からセントラル・パークまで実施した。このパレード形式は、アメリカ合衆国各地や世界各国でのプライド・パレードの原型になった。
1974年、人形製作・操演のラルフ・リー（Ralph Lee）によってグリニッジ・ヴィレッジでハロウィーン・パレード「New York’s Village Halloween Parade」が始まる。現在では、60,000人以上の仮装参加者、200万人の観客が集まる世界最大規模のハロウィーン・パレードであり、アメリカ合衆国で唯一の大規模な夜間パレードである。
1980年代には、ハドソン・ストリートの西側でウェスト・ストリートまでの間で住宅開発が進み、「ファー・ウエスト・ヴィレッジ（FAR WEST VILLAGE）」という非公式な名称も生まれた。
ストーンウォール・インの建物は、1999年にアメリカ合衆国国家歴史登録財に登録され、2000年にはアメリカ合衆国国定歴史建造物に指定された。 これらはLGBTQ関連の施設として、州および国家歴史登録財に登録された最初の資産であり、最初の国定歴史建造物である。2015年6月23日、LGBTの歴史における地位に基づいてニューヨーク市歴史建造物として認められた。
2016年6月24日には、「LGBTに対する社会の捉え方や国の政策が変わる転換点を後世に伝えていくため」として、ストーンウォール・インと周辺道路や向かい側のクリストファー・パークなどを含む3.1haのエリアが「Stonewall National Monument」という名称が付けられ、LGBT関連の施設として初めて、国の史跡「アメリカ合衆国ナショナル・モニュメント（国定文化遺産保護地域）」に指定された。

## 地理
ウエスト・ヴィレッジの境界については、冒頭の記述を参照。
この地区の道路は、策定した時期により升目状の道路の向きが変化する。1811年にニューヨーク市が発表した「1811年委員会計画」より前となる18世紀に、ハドソン川とほぼ平行または垂直の道路配置で作られた。その東西を走る道路の範囲は、北はグリニッジ・ストリートまで、東はヴァリック・ストリートまでと、地域全体としてはエリアが小さい。
そこに、クリストファー・ストリートからバンク・ストリートまでが、斜めの平行線で東西を走る。これとは別の角度でダウニング・ストリートからグローブ・ストリートまでが平行に走る。さらに別角度でウエスト・ワシントン・プレイスから西14番街までが平行に走る。
南北に走る通りは、西からウエスト・ストリート、ハドソン・ストリートとその途中から北に分かれる8番街、さらに7番街、6番街がある。

## 人口統計
2020年アメリカ合衆国国勢調査データに基づく、ウエスト・ヴィレッジを含むグリニッジ・ヴィレッジ全体の人口は、34,147人だった。白人24,718人（72.4%）、アジア系3,783人（11.1%）、ヒスパニック系3,425人（10.0%）、黒人1,037人（3.0%）、その他1,184人（3.5%）。住宅数は20,097戸あり、そのうち12.8%（2,567戸）が空き物件。

## 名所
- ニューヨーク公共図書館ジェファーソン・マーケット分館 - 6番街425番地。1874年から1877 年まで裁判所として使用。1958年の取り壊し計画への抗議を受けて、図書館になった[20]。
- ハイライン公園 - 10番街と並行する高架線路が1980年に廃線となり、2009年に緑道になった[21]。
- セント・ルーク教会 - 1820年に設立された教会[22]。
- ストーンウォール・イン - 1969年にストーンウォールの反乱が起きたゲイバー。この事件により、アメリカ合衆国におけるゲイ解放運動が広がった[10]。周囲地域を含め、国の史跡「アメリカ合衆国ナショナル・モニュメント（国定文化遺産保護地域）」に指定された[17][18]。
- ヴィレッジ・ヴァンガード - 7番街178番地。1935年に開店した当初は前衛芸術家の発表の拠点だったが、1940年代後半からジャズのライブを行うようになり、ジャズ界の名門クラブとして知られるようになった。
- ウエストベス・アーティスツ・コミュニティ - 20世紀初め、アーティストや芸術団体に手頃な価格の居住スペースと作業スペースを提供するために作られた非営利の住宅および商業複合施設[23]。
- ホイットニー美術館 - 1931年設立。常設コレクション21,000点以上。1966年から2014年まで、アッパー・イースト・サイドにあったが2014年10月に閉館。ウエスト・ビレッジの新しい建物に移転し、2015年5月にオープンした[24]。